# Tipula (Vestiplex) papandajanica
Tipula (Vestiplex) papandajanica is een tweevleugelige uit de familie langpootmuggen (Tipulidae). De soort komt voor in het Oriëntaals gebied.